# The Butchers
The Butchers é um filme estadunidense de 2014, dos gêneros suspense e terror, dirigido por Steven Judd.